# Elize Ryd
Elize Ryd, (de son nom complet Hanna Elise Isabella Maj Höstblomma Ryd) née le 15 octobre 1984 à Värnamo en Suède est une auteure-compositrice-interprète, chanteuse et danseuse suédoise. Elle est la principale chanteuse du groupe de metal Amaranthe. Sa voix est de tessiture soprano.

## Carrière

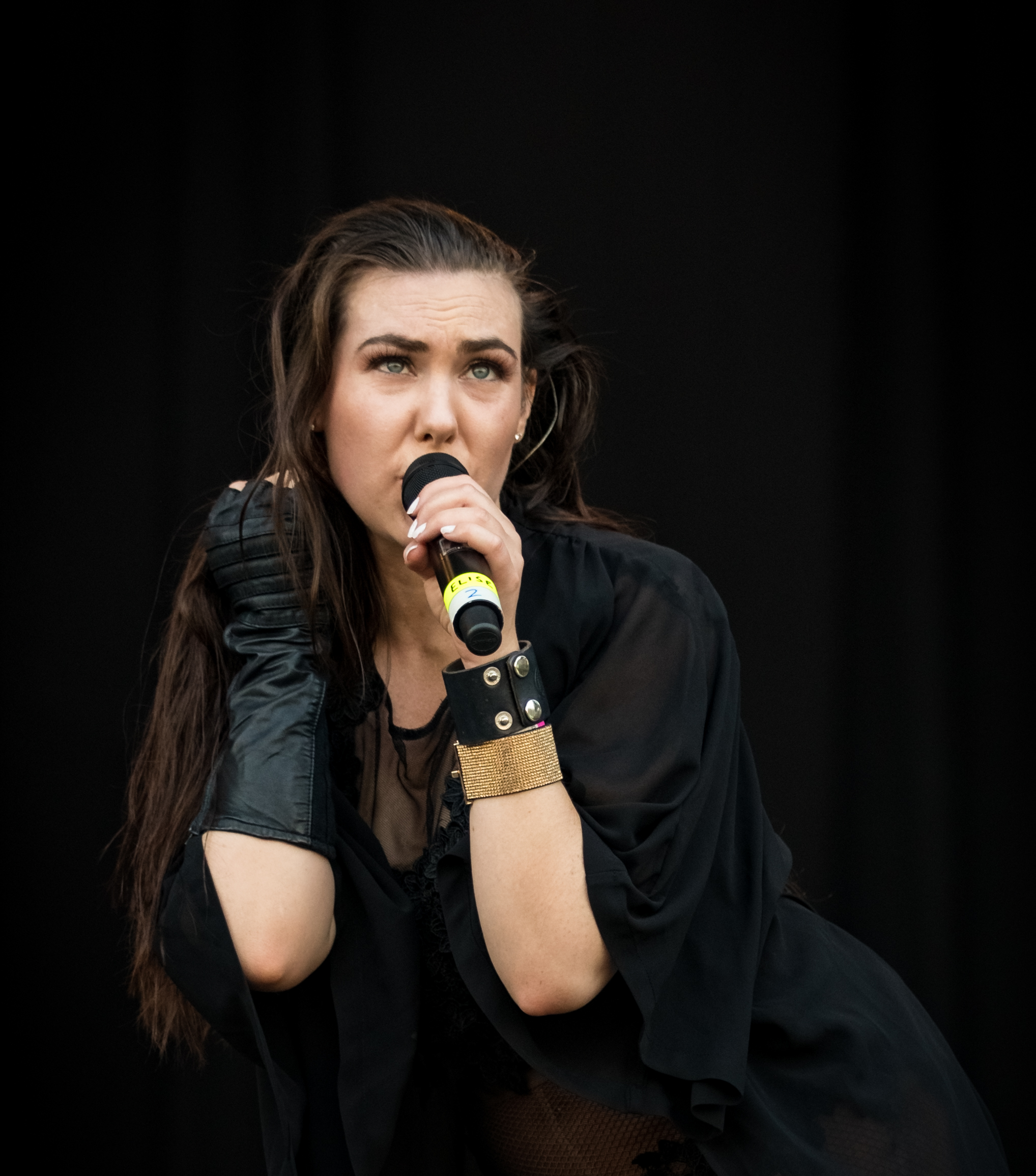
Elize Ryd en concert - Wacken Open Air 2018

Elize a commencé sa carrière de chanteuse quand elle a enregistré des chœurs pour le troisième et quatrième albums du groupe de power metal Falconer en 2003 et 2005 respectivement. Quelques années plus tard, elle a rencontré Jake E dans un club de Göteborg, qui lui a demandé d'enregistrer sa voix pour une chanson de son groupe Dreamland intitulé "Fade Away". Jake E l'a plus tard présentée à Olof Mörck, qui a proposé une collaboration avec son groupe Dragonland à laquelle elle a accepté, et a continué à chanter pour trois chansons sur leur quatrième album, Astronomy. C'est à cette époque que le groupe de métal symphonique Nightwish s'intéresse à Elize comme remplaçante de leur précédente chanteuse Tarja Turunen, bien qu'elle n'ait finalement pas été choisie pour le rôle. Elle a déclaré dans une interview que ce fut parce qu'elle avait un manque d'expérience et de familiarité avec l'industrie de la musique. Cependant, après avoir été diplômé d'une formation de 3 ans à l'école d'art de la scène de Göteborg, Olof et Jake l'ont invitée à se joindre comme chanteuse principale et compositrice de leur nouveau groupe Avalanche, renommé Amaranthe pour des raisons juridiques, un autre groupe portant déjà ce nom.

## Discographie

### Chansons
Avec Amaranthe
- Hunger (2011)
- Rain (2011)
- Amaranthine (2011)
- 1.000.000 Lightyears (2012)
- The Nexus (2013)
- Burn With Me (2013)
- Invincible" (2013)
- Drop Dead Cynical (2014)
- Trinity (2014)
- Digital World (2015)

Avec Kamelot
- Sacrimony (Angel of Afterlife) (2012)

Avec Timo Tolkki's Avalon (en)
- Enshrined in My Memory (2013)

Avec Dreamstate
- Evolution (2012)

Avec Rickard Söderberg pour le Melodifestivalen 2015
- One By One (2015)

Avec Smash Into Pieces
- My Cocaine (2015)

Avec Arion
- At the Break Of Dawn (2016)

Avec Beyond The Black
- Wounded Healers (horizøns) (2020)